# Vilajuïga

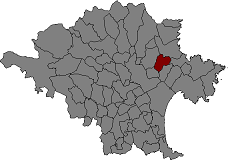
Położenie gminy na mapie comarki Alt Empordà.

Vilajuïga – gmina w Hiszpanii,  w Katalonii, w prowincji Girona, w comarce Alt Empordà.
Powierzchnia gminy wynosi 13,15 km². Zgodnie z danymi INE, w 2005 roku liczba ludności wynosiła 1059, a gęstość zaludnienia 80,53 osoby/km². Wysokość bezwzględna gminy równa jest 31 metrów. Współrzędne geograficzne gminy to 42°19'41"N, 3°5'43"E.

## Miejscowości
W skład gminy Vilajuïga wchodzi siedem miejscowości, w tym miejscowość gminna o tej samej nazwie:
- L’Estació – liczba ludności: 15
- Montperdut – 0
- Pla d’en Satlle – 8
- Poblat de Canyelles – 2
- Pujolar – 9
- El Veïnat de Dalt – 380
- Vilajuïga – 645

| 1991 | 1996 | 2001 | 2004 | 2005 |
| ---- | ---- | ---- | ---- | ---- |
| 598  | 856  | 982  | 1035 | 1059 |